# Legio XIII Gemina
Legio XIII Gemina – legion założony przez Juliusza Cezara w 57 roku p.n.e. Obdarzony tytułem "Gemina" – "Bliźniaczka" – przez cesarza Oktawiana Augusta 31-30 r. p.n.e., gdy połączył się z innym legionem, którymś z dwudziestu ośmiu legionów biorących udział w wojnie domowej, a które w owym czasie zostały rozwiązane.